# Lexus Ilkley Open 2025
Die Lexus Ilkley Open 2025  waren ein WTA-Tennisturnier der WTA Challenger Series 2025 für Damen und ein ATP-Tennisturnier der ATP Challenger Tour 2025 für Herren in Ilkley und fanden parallel vom 9. bis 15. Juni 2025 statt.

## Damenturnier
→ Qualifikation: Lexus Ilkley Open 2025/Damen/Qualifikation